# 和歌山カントリー倶楽部
和歌山カントリー倶楽部（わかやまカントリーくらぶ）は、 和歌山県和歌山市にあるゴルフ場である。

## 概要
1955年（昭和30年）代初、日本中がゴルフ場新設ブームだったが、和歌山県内のゴルフ場は1956年（昭和31年）開場の「白浜ゴルフ倶楽部」（1956年（昭和31年）開場、設計・佐藤儀一、松山桂司）の一カ所だけだった。そうした状況下で、株式会社毎日新聞社和歌山支局長の原田仁は、1960年（昭和35年）11月11日、会社を退職し、紀ノ川の河川敷に9ホール、2,025ヤード、パー31規模のゴルフクラブを開場させた。
原田が和歌山県庁のプレスクラブに出入りしていた時、北村弥三郎（後・和歌山カントリー倶楽部創業者）と知り合った。北村は、1926年（大正15年）、和歌山県有田に生まれ、野球で有名な箕島高等学校に進み相撲部に入った。関西学院大学で相撲部に入り学生相撲で活躍し卒業、株式会社電通大阪支社に就職した。そこで北村は、和歌山県知事の小野真次の目にとまり、電通を辞め知事室で働くことになった。
スポーツ好きの北村は、原田が開場した紀ノ川の河川敷のゴルフクラブの会員となり、また、原田の事業成功に刺激された。その後、原田から「孝子峠近くに、ゴルフ場向きの山があるが」という話が持ち込まれた。北村は「よし、和歌山カントリー倶楽部を造ろう」と、新たなゴルフ場の建設に向けて経営母体「和歌山ゴルフ場株式会社」を設立した。
ゴルフ場の建設用地は、和歌山と大阪との県境、孝子峠に近い梅原地区の30万坪の山を買収した。コース設計は、日本アマチュアゴルフ選手権競技4回優勝、「廣野ゴルフ倶楽部」（1932年（昭和7年）開場、設計・C・H・アリソン）クラブ選手権12回優勝の佐藤儀一に依頼した。1964年（昭和39年）11月29日、アウトコース9ホールが完成し、開場された。1965年（昭和40年）始、増設のインコース9ホールが完成し、18ホール規模のゴルフ場が完成した。
佐藤が設計したコースは、打上のコースが多く、砲台型の小さな1グリーンで、廣野ゴルフ倶楽部を超える深さのガードバンカー、グリーンに近づくほど戦略的に緊張させられる18ホールが出来上がった。

## 所在地
〒640-8452 和歌山県和歌山市梅原585番地

## コース情報
- 開場日 - 1964年11月29日
- 設計者 - 佐藤 儀一
- 面積 - 990,000m2（約29.9万坪）
- コースタイプ - 丘陵コース
- コース - 18ホールズ、パー71、6,139ヤード、コースレート69.2
- フェアウェー - コウライ
- ラフ - ノシバ
- グリーン - 1グリーン、コウライ
- ラウンドスタイル - 全組セルフプレー、乗用カート使用、希望すればツーサム可
- 練習場 - 16打席250ヤード
- 休場日 - 1月1日[2][3]

## クラブ情報
- ハウス面積 - 2,991m2（904.7坪）
- ハウス設計 - 雑賀設計事務所
- ハウス施工 - 青木建設株式会社[2][3]

## ギャラリー
- コース - 「和歌山カントリー倶楽部」、コース紹介、2021年5月3日閲覧
- ハウス - 「和歌山カントリー倶楽部」、施設案内、2021年5月3日閲覧

## 交通アクセス
鉄道
- JR和歌山駅よりタクシー利用約25分
- 南海本線 和歌山大学前駅より クラブバス利用約5分[4]

道路
- 阪和自動車道
  - 和歌山北ICより 9Km 20分
  - 和歌山ICより 14Km 30分[4]

## 関連文献
- 『ゴルフ場ガイド 西版』、2006-2007、「和歌山カントリー倶楽部」、東京 ゴルフダイジェスト社、2006年5月、2021年5月3日閲覧
- 『美しい日本のゴルフコース BEAUTIFUL GOLF CULTURE IN JAPAN 日本のゴルフ110年記念 ゴルフは日本の新しい伝統文化である』、ゴルフダイジェスト社「美しい日本のゴルフコース」編纂委員会編、「和歌山と大阪の県境孝子峠に隣接して昭和39年和歌山2番目の18ホールが誕生」、東京 ゴルフダイジェスト社、2013年12月、2021年5月3日閲覧